# BRT 2
BRT 2 (in turco: Bayrak Radyo Televizyon 2) è il secondo canale televisivo generalista turco-cipriota della televisione pubblica Bayrak.
Trasmette i suoi programmi, in turco ed in inglese, sia sulla rete terrestre, sia sul satellite Türksat, sia via WEB.

## Posizione di Cipro rispetto a BRT 2
Il governo della Repubblica di Cipro (l'unico internazionalmente riconosciuto), considera BRT 2 una televisione pirata e ciò viene evidenziato con un messaggio in sovraimpressione, ogni volta che si usa come fonte di informazione un'immagine o un filmato di BRT 2.